# VfL Kirchheim Knights
El VfL Kirchheim Knights es un equipo de baloncesto alemán con sede en la ciudad de Kirchheim unter Teck, que compite en la ProA, la segunda división de su país. Disputa sus partidos en el Sporthalle Stadtmitte, con capacidad para 1800 espectadores.

## Posiciones en Liga
| Temporada | Nivel | Liga         | Pos. | Resultado        |
| --------- | ----- | ------------ | ---- | ---------------- |
| 2006-07   | 4     | Regionalliga | 5    |                  |
| 2007-08   | 3     | ProB         | 2    | ascensofinalista |
| 2008-09   | 2     | ProA         | 5    |                  |
| 2009-10   | 2     | ProA         | 5    |                  |
| 2010-11   | 2     | ProA         | 4    |                  |
| 2011-12   | 2     | ProA         | 2    | Finalista        |
| 2012-13   | 2     | ProA         | 15   |                  |
| 2013-14   | 2     | ProA         | 10   |                  |
| 2014–15   | 2     | ProA         | 11   |                  |
| 2015–16   | 2     | ProA         | 3    | Cuartos de final |
| 2016–17   | 2     | ProA         | 4    | Semifinalista    |
| 2017-18   | 2     | ProA         | 9    |                  |
| 2018-19   | 2     | ProA         |      |                  |

## Palmarés
- Subcampeón de la ProA

2012
- Subcampeón de la ProB

2008

## Jugadores destacados
| - Peter Klemm - Thomas Klemm - Husein Askraba - Pasko Tomić - Michael Baumer - Jan Bohme - Bill Borekambi - Robert Bruck - Ivan Buntic - Johannes Joos - Tim Koch - Kai-Uwe Kranz - Daniel Krause - Andreas Kronhardt - Benjamin Lischka - Jannik Lodders - Jonathan Maier - Jacob Mampuya - David McCray - Max Rockmann - Dominik Schneider - Björn Schoo - Akant Sengul - Marco Stifel - Brian Wenzel | - Enosch Wolf - Giannis Prodromou - Georgios Tsouknidis - David Bouwmeester - Tomislav Martinović - Chris Alexander - Jamelle Barrett - Adam Baumann - Benjamin Beran - Cedric Brooks - Timothy Burnette - Andre Bynum - D.J. Byrd - Clifford Crawford - LaVonte Dority - Scott Freymond - Keith Gabriel - Chris Gilliam - Brandon Griffin - Ernest Hassell - James Hayden - Seth Hinrichs - Ross Jorgusen - Cooper Land - Carrington Love | - Preston Medlin - Anthony Pettaway - Keith Rendleman - James Saint-Robert - Fontaine Salters - Gordon Scott - Marcus Smallwood - Ahmad Smith - Bryan Smithson - Tavares Speaks - Justin Stommes - Dennis Tinnon - Devin Uskoski - Jordan Wild - Jonathon Williams - Richard Williams - Besnik Bekteshi - Shkelzen Bekteshi - Joao Dielundama - Alexander Zyskunov - Franjo Kikić - Tommi Martinović - Justin Hedley - Robert Zinn - Konstantin Karamatskos | - David Michalczyk - Dennis Nawrocki - Kevin Wysocki - Nenad Lukić - Radivoj Tomasević - Jufan Geiger - Ziyed Chennoufi - Emre Atsür - Firat Berkol - Paul Howard - Ryan De Michael - Bill Goehrke - Steffen Harvey - Julian Sensley - J.R. Christ - Chukwuma Neboh - Prince Obasi - Mychal Henderson - Victor Toribio |